# Inazuma Eleven GO Galaxy
Inazuma Eleven Go: Galaxy (イナズマイレブンGO ギャラクシ?  Los once relámpagos) es un videojuego de rol y deportes desarrollado y publicado por Level-5. Fue lanzado para la consola Nintendo 3DS el 5 de diciembre de 2013 en Japón, distribuido por Nintendo. 
Su éxito se produjo a través de varios videojuegos de la misma desarrolladora: Inazuma Eleven GO (videojuego), Inazuma Eleven GO 2: Chrono Stone. Esta es la sexta entrega de la primera cronología de Inazuma Eleven. El videojuego viene del anime Inazuma Eleven GO: Galaxy (serie de televisión).

## Historia
Se anuncia el torneo mundial Fútbol Frontier Internacional Visión 2 y los equipos que han participado en el Camino Imperial se reúnen en el Estadio Camino Imperial con el fin de ser elegidos para representar a Japón. Astero Black anuncia que solo seleccionará a 11 jugadores para formar el equipo de Inazuma Japón. Entre los seleccionados son Arion, Victor y Riccardo. Para la sorpresa de todos, los siguientes 8 seleccionados son desconocidos y para empeorar las cosas, son unos novatos. Durante el torneo, el trío del Raimon deberán enseñarles a jugar fútbol y lograr clasificar al mundial.

## Equipos
Durante la aventura, diversos equipos serán encontrados y/o enfrentados:
- Earth Eleven (Equipo protagonista)
- Inazuma Japón
- Instituto Raimon (GO)
- Royal Academy (GO)
- Equipo Zero
- Los Sílice
- Resistencia de Japón
- Los Cimitarras
- Los Naiadi
- Los Magmavís
- Los Fertilia
- Falam Medius
- Flota Ixar
- Big Bang
- Supernova

## Jugabilidad
La jugabilidad en Inazuma Eleven GO: Galaxy es la misma que en los demás videojuegos de esta saga. La diferencia, aparte de las mejoras que se hicieron de juego en juego es la mecánica de los tótems. Al usar una los PT son reemplazados por los SP (Soul Points). Además el usuario adquiere una técnica especial llamada Soul Strike (ソウルストライク), específica a cada tótem, que suele ser más potente que las supertécnicas originales del usuario. También se activa una especie de ruleta al activar un tótem y realizar una supertécnica con ella, que puede tener diversos efectos (positivos o negativos) en el usuario.